# مدينة الملك عبد العزيز العسكرية
مدينة الملك عبد العزيز العسكرية أنشأت في المنطقة الشمالية الغربية وافتتحها الملك فيصل بن عبد العزيز عام 1393 هـ / 1973م في مدينة تبوك.